# Tovaglia

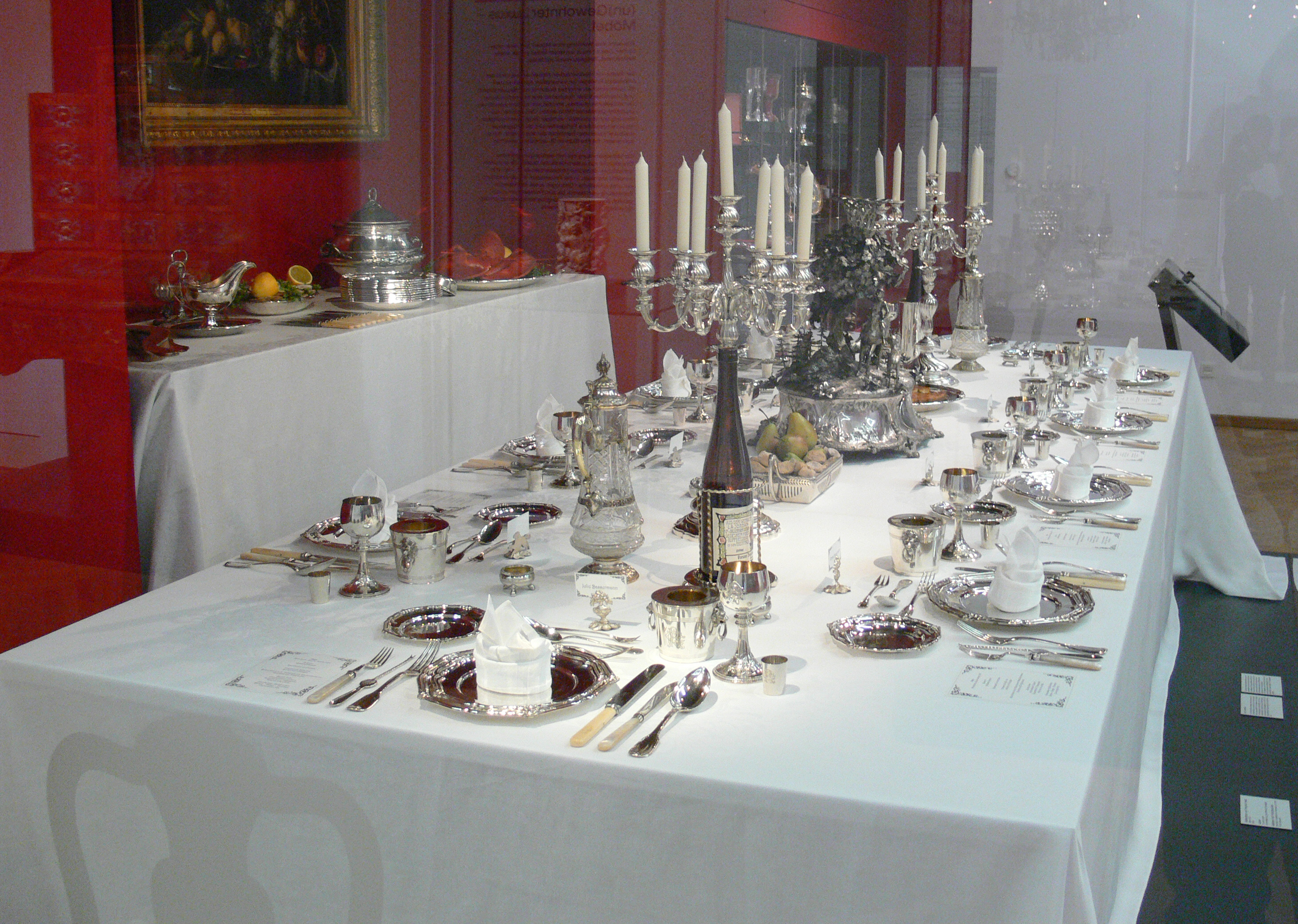
tovaglia lunga per apparecchiatura elegante

La tovaglia è un pezzo di tessuto orlato usato per ricoprire un tavolo. Di forma uguale a quella del piano del tavolo (rettangolare, quadrata o rotonda) ma di dimensioni maggiori, in modo che i bordi ricadano ai lati, generalmente di una trentina di centimetri; più raramente, nel caso di allestimenti particolarmente eleganti, fino a 25 cm da terra per lasciare lo spazio per i piedi dei commensali o al pavimento se non ci si deve sedere a tavola. 
La tovaglia ha tre finalità: protettiva (previene lo sciupio del piano evitando la formazione di graffi, assorbendo i liquidi, ed evitando il contatto diretto con oggetti caldi, funzione per cui si accompagna spesso col mollettone), igienica e decorativa.

## Storia
Sin dall’antichità la tovaglia rappresenta un simbolo di decoro, distinzione ed eleganza. Tovaglie candide paiono essere state le prime ad essere utilizzate, ma vi sono segni di tovaglie colorate già nella Persia del III sec. a.C.
Nel medioevo invece, per le occasioni più importanti, era comune apparecchiare tovaglie dai colori intensi. I tessuti venivano talvolta profumati, o addirittura si sovrapponevano più tessuti di modo da avere una tovaglia abbinata cromaticamente con ogni pietanza servita.
Dal ‘500 cominciano a diffondersi tovaglie ricamate e decorate, ma dalla fine del ‘700 tornarono di moda le tovaglie bianche, di solito lisce e lunghe sino al pavimento.
Accanto alla tovaglie, si sviluppa l’uso del tovagliolo, che sempre dal ‘700 si specializza nella funzione di preservare gli abiti dei commensali venendo piazzato esclusivamente sulle ginocchia.

## Tipi[3]
- Coprimacchia, tovaglia piccola che viene posta su di una più grande, come succede nei ristoranti
- Runner
- Tovaglietta americana
- Tovaglia con gonna plissè
- Tovaglia a rotolo, in carta o tessuto non tessuto.

## Materiali
Tradizionalmente bianca, realizzata in cotone o lino, fibre con buona capacità assorbente ma che richiedono frequentemente lavaggio e stiratura, ha cambiato aspetto e caratteristiche con la diffusione di nuovi materiali:
- carta, usata per tovaglie usa e getta risolve i problemi di igiene nelle mense e nella ristorazione.
- tecnofibre, usate anche in mischia con le fibre naturali evitano la stropicciatura e di conseguenza la stiratura.
- materie plastiche, garantiscono l'impermeabilità.

### Tovaglie di lino - lavaggio e stiratura
- lavare in lavatrice al massimo 40 °C
- Non candeggiare articoli colorati.
- Non usare detersivi aggressivi.
- Stirare non superiore 200 °C
- Ricamo sulla tovaglia di lino si stira dal rovescio.

## Tessuti
- Fiandra, per eccellenza il tessuto usato per la confezione di tovaglie eleganti. Oggi viene anche prodotto antimacchia con un finissaggio al silicone, trattamento che non permette al liquidi di penetrare nelle fibre ma irrigidisce la tovaglia dandole un aspetto plasticato.
- Damasco
- Tessuto non tessuto
- Tela cerata

## Per uso industriale
Per alberghi e ristoranti le tovaglie vengono realizzate in tessuto doppio ritorto, per meglio resistere ai frequenti lavaggi, con colori IDH e con solo due orli. Gli altri lati sono rifiniti dalle due cimosse. Solitamente sono realizzate con telai.

## Galleria d'immagini

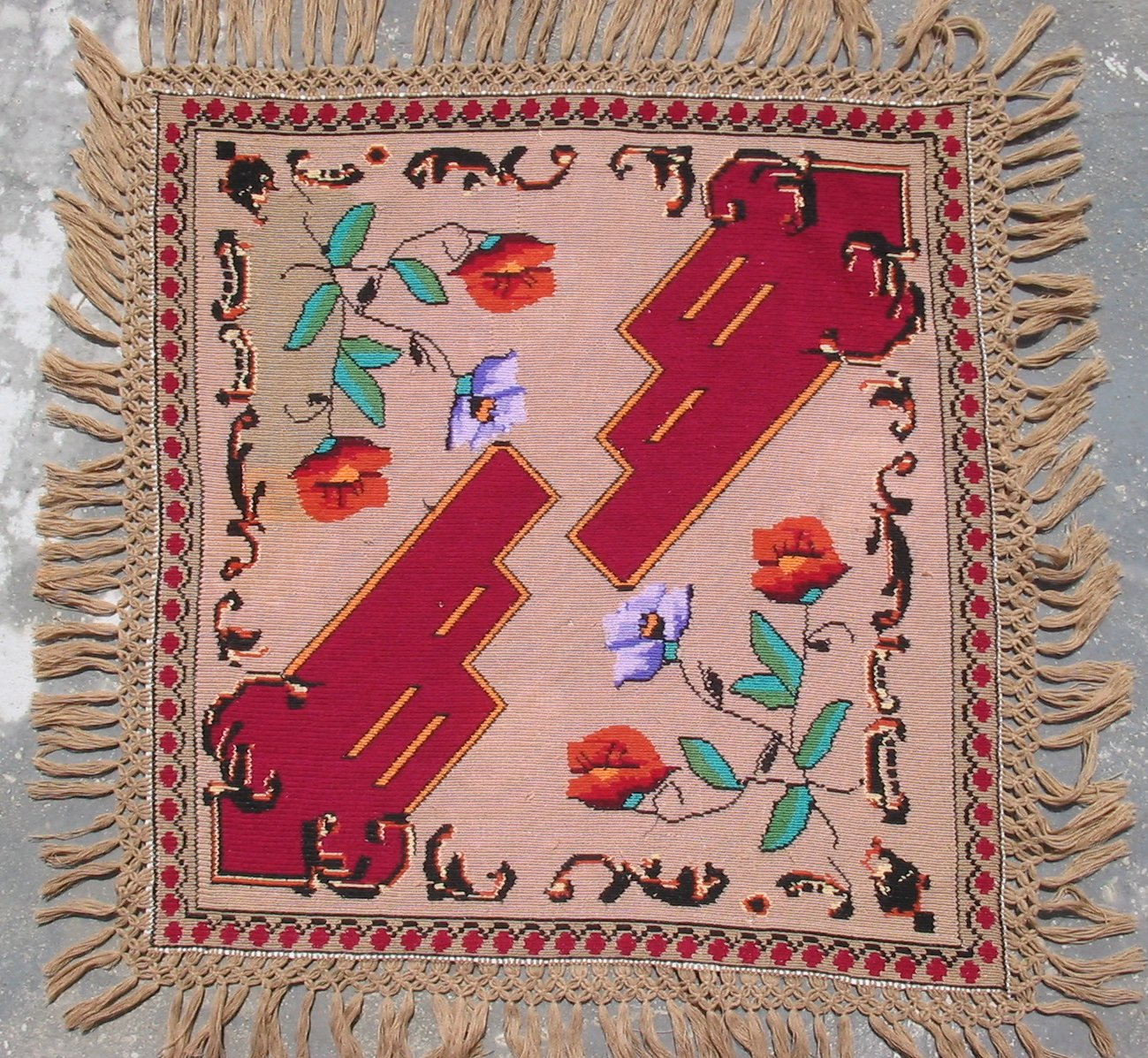
Tovaglia tradizionale rumena realizzata a Maramureş
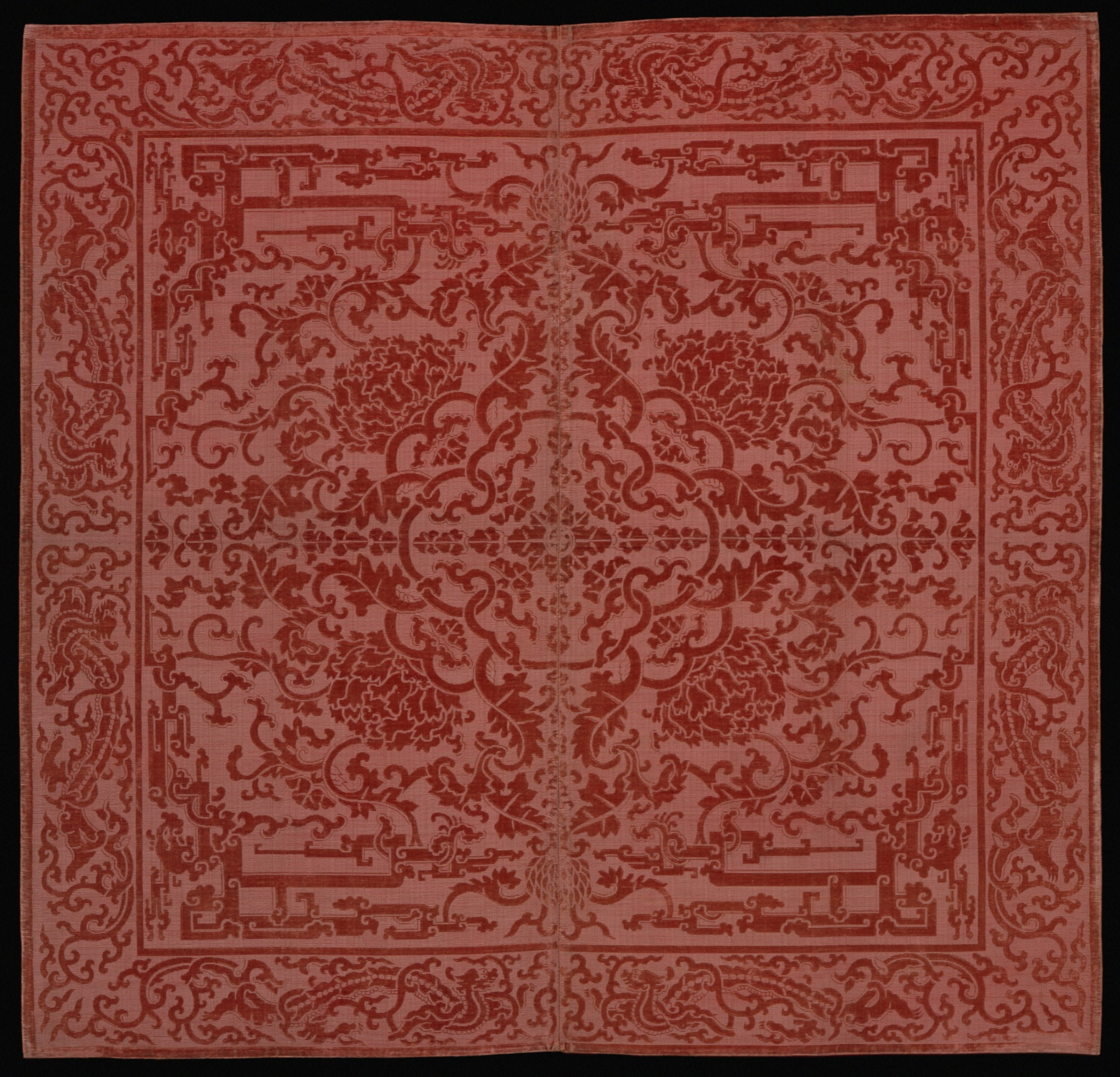
Coperchio per tavolo quadrato, dinastia Qing, periodo Qianlong, 1736-1795, Cina. Velluto di seta tagliato e svuotato
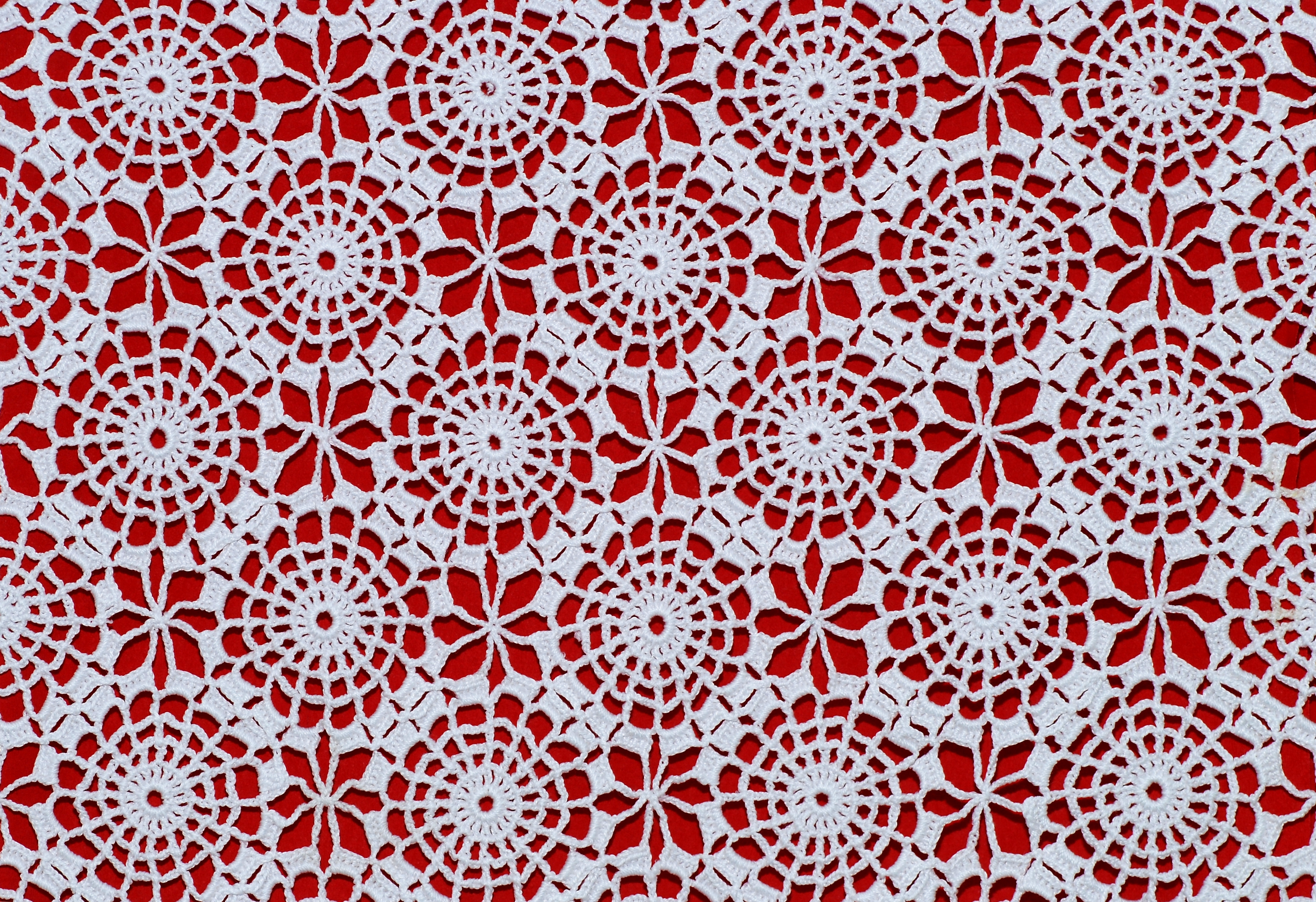
Particolare della tovaglia all'uncinetto
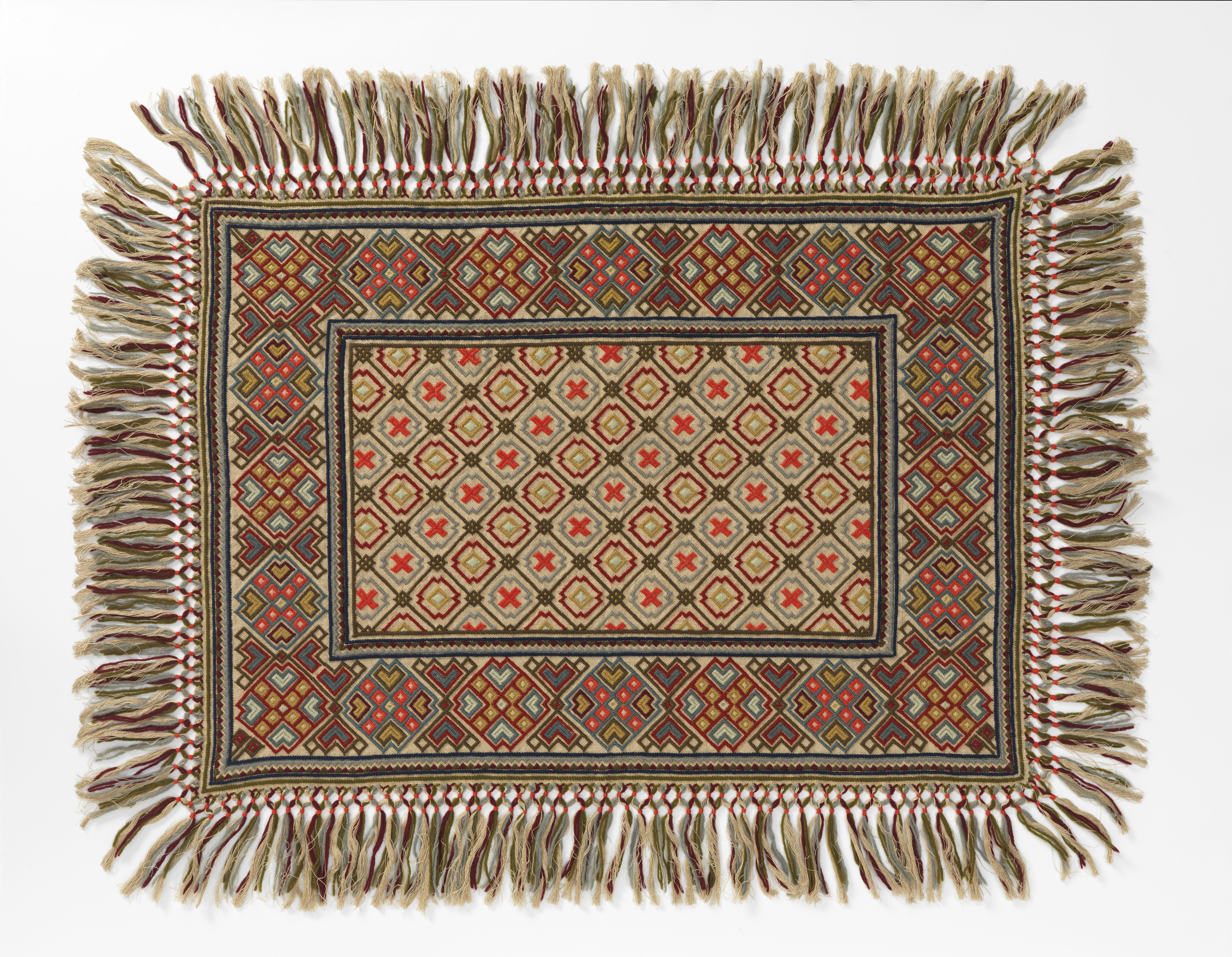
Tovaglia, 1882
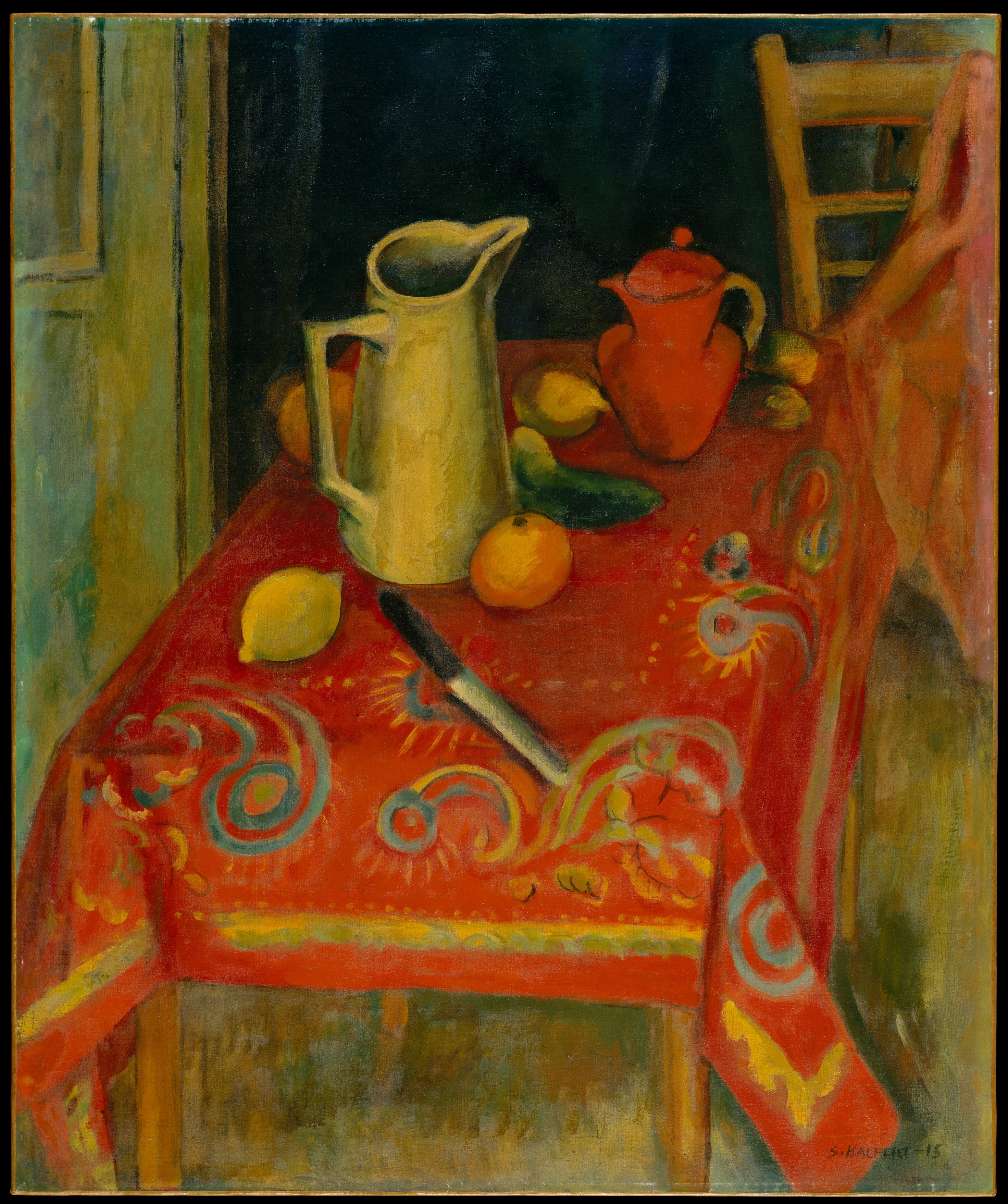
La Tovaglia Rossa, 1915
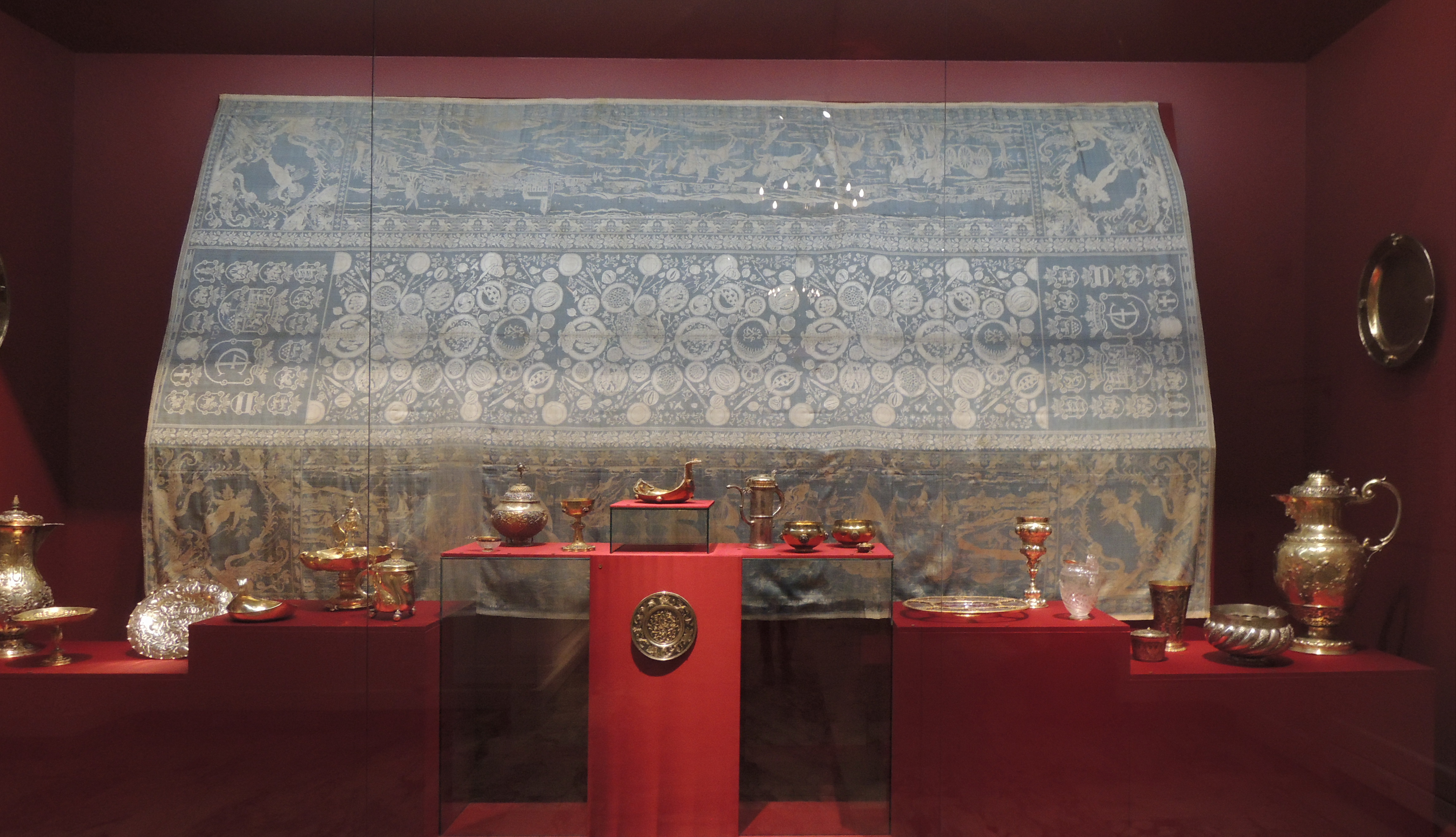
Tovaglia, Copenaghen, manifattura di Karl Thyssen, 1621. La tovaglia in seta blu rappresenta il più raro esempio di tessuti europei con immagini tematiche. Fu portato in Russia nel 1622 come dono del re danese Cristiano IV allo zar Mikhail Fedorovich.